# حزاز خنازيري
الحزاز الخنازيري (بالإنجليزية: Lichen scrofulosorum)‏ أو السل الجلدي الحزازي (بالإنجليزية: Tuberculosis cutis lichenoides)‏ هو طفحة سلية نادرة تظهر على شكل طفح حزازي على شكل حطاطات دقيقة في الأطفال والمراهقين المصابين بالسل.
عدة ما تكون الآفات بدون أعراض ومتجمعة بشكل متقارب ويتلون الجلد إلى حطاطات بنية محمرة وعادة ما تكون محيطة بالجريب وتوجد بشكل رئيسي في البطن والصدر والظهر والأجزاء القريبة من الأطراف. ويرتبط الطفح عادة بنتائج إيجابية قوية لاختبار التوبركولين.
يعد الحزاز الخنازيري أقل أنواع الطفوح السلية ظهورا (بنسبة 2٪) في دراسة أجريت في هونغ كونغ. أبرزت الدراسة أهمية ندرته وأهميته في كونه علامة على السل غير المشخص.